# San Leo
San Leo és una ciutat d'Itàlia a la regió de l'Emília-Romanya, província de Rímini, que té uns tres mil habitants. Està situada a 589 metres. Es troba a 32 km de Rímini, a la vall del Marecchia sobre una gran roca amb un sol accés, i a la punta de la qual hi ha la fortalesa restaurada el 1463 per Francesco di Giorgio Martini per ordre de Frederic III Montefeltro. Al començament del segle xiii hi va viure Sant Francesc d'Assís (1213).
Entre els monuments destaquen l'església preromànica (Piave), Il duomo (catedral llombarda del segle XII), el convent franciscà de San Igne, el convent dominic de Monte di Pietracuta, i l'església de Montemaggio amb el convent dels frares menors de Montemaggio.
Té un Museu d'art sacre recentment obert al Palau Medici. La fortalesa té una pinacoteca.

## Història
San Leo fou el nom d'una fortalesa i ciutat construïda al Montis Feretris (Montefeltro). Un predicador de Dalmàcia, San Leone, va evangelitzar la regió a la primera meitat del segle IV i per això la vila es va dir San Leo. San Leone va morir vers el 360 i les seves restes es conserven a Il Duomo (catedral) de San Leo. Vitiges va instal·lar a la ciutat una guarnició de 500 homes que foren derrotats per Belisari el 538. Després del romans d'Orient va passar als llombards i d'aquestos als francs que la van cedir a l'església el 756 (de fet el 774).
El cristianisme es va propagar però el bisbat no es va crear fins al 826 i es va dir bisbat de Monte Feretri, mentre la ciutat es deia sovint Montis Feretris i també San Leo. Del 962 al desembre del 963 el Rei Berengari II d'Itàlia, que havia fugit de Pavia, fou assetjat a San Leo per l'emperador Otó I de Germània. San Leo va capitular per fam al cap de dos anys de setge. A partir d'aquesta època ja només se la coneix com a San Leo. Era un feu de l'arquebisbe de Ravenna.
La ciutat fou donada al comte de Montecopiolo, una de les branques dels comtes de Carpegna i Pietrarubbia, per l'emperador Frederic I Barba-roja després del 1155 i abans del 1160. El motiu de la donació fou que Antonio I comte de Montecopiolo havia reprimit un tumult popular a Roma, durant la coronació imperial. El comte Antoni I va agafar el nom de comte de Montefeltro. San Leo fou una senyoria dins els dominis dels Montefeltro i capital del comtat de Montefeltro. Al segle xv el comtat va quedar de facto integrat dins el ducat d'Urbino. Fou ocupada el 1502 per Cèsar Borja a causa de la traïció d'un soldat i uns anys després pels Medici. El 1631 San Leo va tornar al papa i el 1797 fou ocupada per França i integrada a la República Romana (1798-1807) i al Regne napolònic d'Itàlia (1807-1814). El 1860 va passar a Itàlia. Del 1861 al 1906 la fortalesa fou una presó de l'estat.
San Leo va pertànyer a la regió de les Marques fins al 2009, quan va passar baix l'administració de l'Emília-Romanya.

## Referències

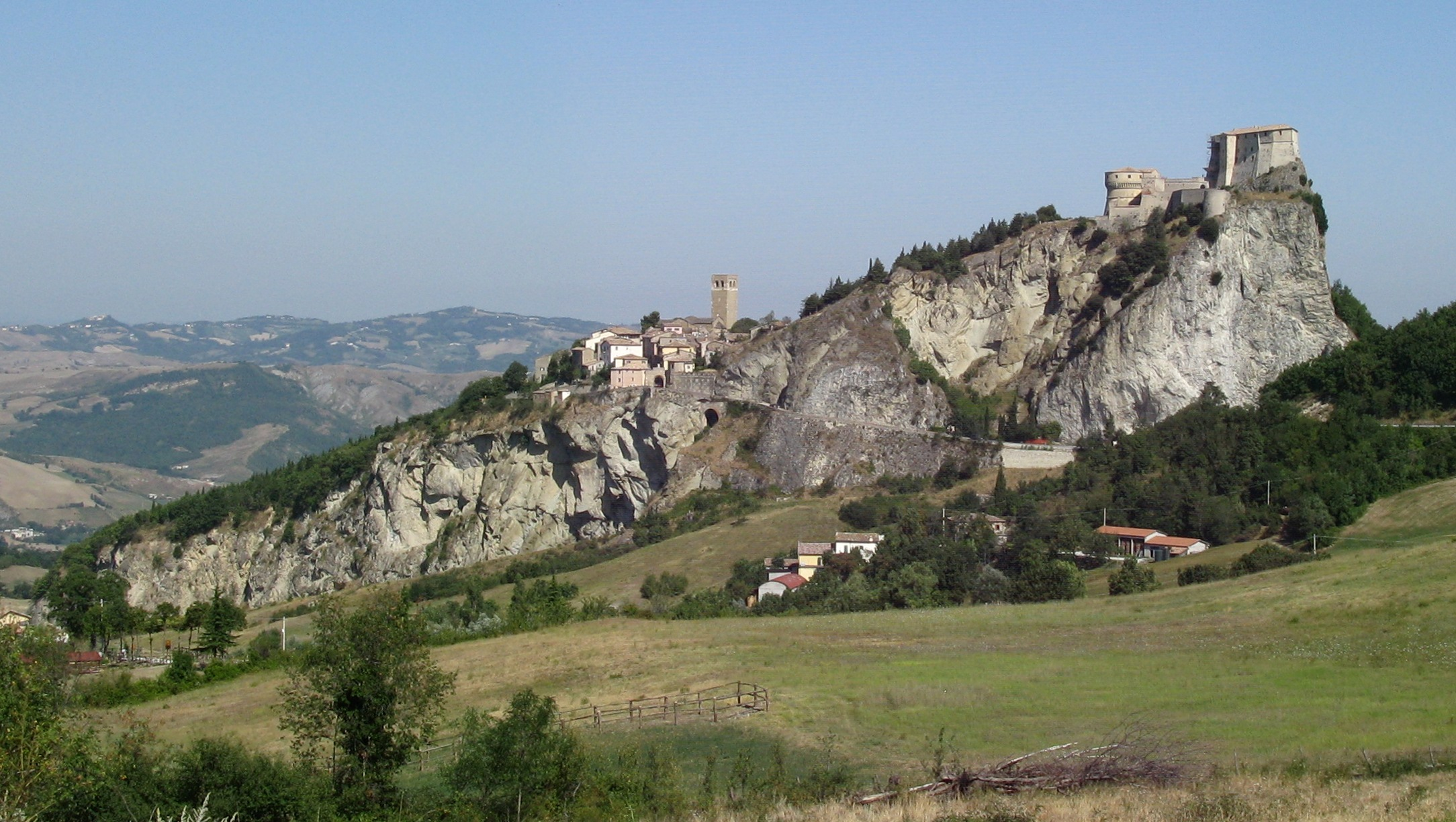
San Leo